# Massacro di Gilgit del 1988
Il massacro di Gilgit del 1988 è stato un pogrom, lanciato dal governo militare di Zia ul Haq per reprimere il movimento degli sciiti contro l'iniquità e la discriminazione, nel quale il lashkar formato di militanti estremisti del Chilas, del Kohistan, di Khyber-Pakhtunkhwa, delle aree tribali di amministrazione federale e dei talebani provenienti dall'Afghanistan invase il distretto di Gilgit.
(International Organizations and The Rise of ISIL)

## Storia
Nel maggio 1988 il governo militare di Muhammad Zia-ul-Haq pianificò il pogrom, approfittando di una banale controversia tra sunniti e sciiti (che prima convissero in pace nella regione) circa la comparsa della luna del mese di Shawal che segnala la fine del mese di Ramadan. 
Il villaggio di Gialalabad fu il primo i cui abitanti venne trucidati, quando l'esercito invase Gilgit. Altri villaggi furono invasi, tra cui Bunji, Batkor, Oshikhandass, Minawar, Danyor, Sakwar e Sharot.

## Vittime
Il numero esatto delle vittime è dibattuto. Le fonti ufficiali indicano 400 persone morte e centinaia di feriti, mentre quelle non ufficiali indicano che il lashkar uccise almeno 700 sciiti.